# Калінін Олександр Володимирович
Олекса́ндр Володи́мирович Калі́нін (нар. 5 квітня 1972, Ковель Волинської області) — полковник, начальник Управління СБУ в Миколаївській області у 2015—2017 роках.

## Життєпис
Народився в Ковелі Волинської області 1972 року.
1994 року закінчив Рівненський педагогічний інститут за фахом «іноземна філологія». В органах СБУ з 1994 року: від оперативного співробітника до першого заступника начальника Головного управління контррозвідувального захисту інтересів держави у сфері економічної безпеки.
У ці ж роки здобув вищі юридичну і економічну освіти.
31 жовтня 2015 року призначений начальником Управління СБУ в Миколаївській області.
2016 року захистив дисертацію на здобуття ступеня кандидата юридичних наук на тему: «Адміністративно-правові засади громадського контролю за діяльністю СБУ».
14 лютого 2017 року Порошенко звільнив Калініна з посади начальника управління СБУ. Військове звання — полковник.

## Сім'я
Одружений, має двох дочок Анну Калініну і Олену Калініну, а також сина Максима Калініна.
Його батько Володимир Калінін, також у минулому керівник обласного СБУ (у 1993—2000 роках) генерал-майор Володимир Калінін за режиму Януковича обіймав посаду начальника служби морської безпеки в ДП «Спеціалізований морський порт „Октябрьск“».

## Нагороди
За особисту мужність, сумлінне та бездоганне служіння Українському народові, зразкове виконання військового обов'язку відзначений — нагороджений
- орденом «За мужність» III ступеня (3.11.2015).